# 基罗加
基罗加，是西班牙加利西亚自治区卢戈省的一个市镇。 总面积317平方公里，总人口4169人（2001年），人口密度13人/平方公里。